# DistroKid
DistroKid es un servicio de distribución independiente de música digital fundado en 2013 por el empresario estadounidense Philip J. Kaplan. DistroKid ofrece principalmente a músicos y otros titulares de derechos la oportunidad de distribuir y vender o transmitir a través de plataformas o tiendas en línea como iTunes, Spotify, Google Play Music, YouTube Music, SoundCloud, Amazon Music, Pandora, Tidal, Deezer, TuneIn y iHeartRadio, entre otros.
En julio de 2015, un lanzamiento por DistroKid de un tema musical de Jack & Jack alcanzó el 1.er lugar en las listas de popularidad de iTunes a nivel mundial. Esto fue particularmente notable porque DistroKid no cobra ninguna comisión por regalías, haciendo de esa la primera vez que un artista #1 de las listas de popularidad fue capaz de mantener el 100% de sus ganancias.
En mayo de 2016, DistroKid lanzó una característica llamada «Teams» que hace posible que las regalías sean enviadas automáticamente a los colaboradores y socios. Desde entonces, DistroKid ha implementado varias otras mejoras incluyendo una asociación con Spotify para soportar cargas multiplataforma para artistas de Spotify que suben directamente o que tienen acuerdos de licencia directa con la compañía y una inversión de la Silversmith Capital Partners.

## Historia
DistroKid fue desarrollada en 2012 por Philip J. Kaplan y lanzada a mediados de 2013. Comenzó como una característica secundaria de la red social musical de Kaplan, Fandalism, y fue dividida como una compañía aparte en 2015.

## Tecnología web
DistroKid usa muchas API's externas para reducir el desarrollo de la carga de trabajo y automatizar la mayoría de los procesos.